# Płośnica (gmina)
Płośnica est une gmina rurale du powiat de Działdowo, Varmie-Mazurie, dans le nord de la Pologne. Son siège est le village de Płośnica, qui se situe environ 13 km au nord-ouest de Działdowo et 65 km au sud-ouest de la capitale régionale Olsztyn.
La gmina couvre une superficie de 163,09 km2 pour une population de 5 896 habitants.

## Géographie
La gmina inclut les villages de Gralewo, Gródki, Gruszka, Jabłonowo, Mały Łęck, Murawki, Niechłonin, Płośnica, Prioma, Przełęk Duży, Rutkowice, Skurpie, Turza Mała, Wielki Łęck et Zalesie.
La gmina borde les gminy de Działdowo, Kuczbork-Osada, Lidzbark et Rybno.